# Dikka Møller

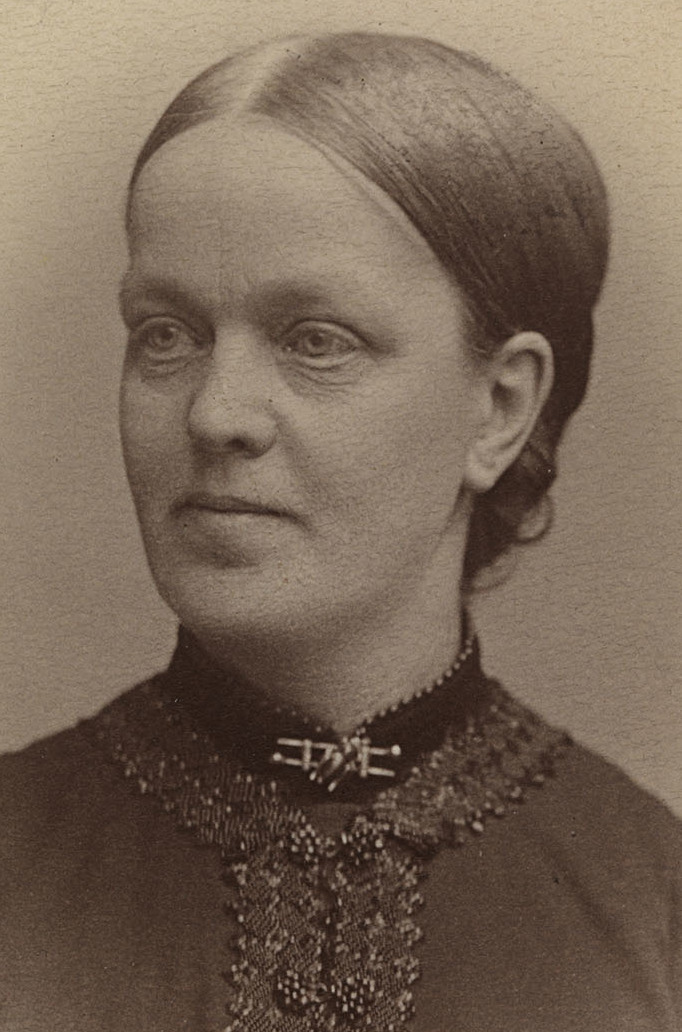
Dikka Møller (1838–1912)

Dikka Møller, eigentlich Diderikke Anette Møller, geborene Anker, (* 18. Juni 1838 im Gutshof Rød in Berg, heute Halden; † 26. November 1912 im Gutshof Thorsø in Torsnes, Fredrikstad) war eine norwegische Friedensaktivistin. In den 1890er Jahren, als sich die Friedensbewegung international organisierte, war Dikka Møller die Pionierin der Friedensarbeit der norwegischen Frauen. Sie trat dafür ein, Streitigkeiten durch völkerrechtliche Verträge und schiedsgerichtliche Verfahren beizulegen, betonte aber auch das Recht der Staaten auf nationale Verteidigung. Ihre langjährige enge Freundschaft mit Bjørnstjerne Bjørnson war „eine der Quellen ihrer Inspiration für die Friedensarbeit.“

## Familie
Die alte und verzweigte Familie Anker hat außer prominenten Männern auch engagierte Frauen hervorgebracht, neben Dikka Møller auch ihre Nichten Katti Anker Møller und Ella Anker.
Diderikke Anette Anker war die älteste Tochter des Gutsbesitzers und Parlamentsabgeordneten Peter Martin Anker (1801–1863) und dessen zweiter Frau Cathrine („Thrine“) Olava Nicoline Gløersen (1814–1902). Sie und ihre sieben Geschwister wuchsen auf dem Rød herregård auf, einem um 1720 errichteten Herrenhaus (heute Museum). Der älteste Bruder Nils Anker (* 1836) folgte dem Vater im Besitz des Gutshofes und des Parlamentssitzes nach. Bruder Herman Anker (* 1839) gründete 1864 in Vang (heute Hamar) die erste Volkshochschule Norwegens, die Sagatun Folkehøyskole. Bruder Christian August Anker (1840–1912) wurde ein bekannter Industrieller.
Im Alter von 18 Jahren, am 29. Mai 1857, heiratete Dikka den Theologen Edvard Johannes Møller (* 12. März 1819; † 3. November 1885), Sohn des Gutsbesitzers cand. theol. Zacharias Møller (1779–1861) und der Karen Gude geborene Resch (1783–1859; Witwe von Hans Angell Gude, 1771–1814). Mit ihrer Heirat wurde Dikka Møller die Schwägerin von William Møller (1822–1888), einem sozial engagierten Arzt.
Das junge Ehepaar wohnte zunächst in Dyrendal bei Halden, wo Edvard Assistenzprofessor (adjunkt) an der Lateinschule war; und dort wurde 1859 auch der einzige Sohn, Kai Møller, geboren. Nach dem Tode des Vaters 1861 übernahm Edvard Møller den väterlichen Gutshof, Thorsø herregård, nur einige Kilometer weiter westlich. Thorsø bestand aus sechs bygselgårder (Pachthöfen) und 18 husmannsplasser (Häuslerplätzen) und beschäftigte entsprechend viel Personal. 1885, mit 47 Jahren, wurde Dikka Møller Witwe und Sohn Kai begann nun den Hof zu leiten. 1889 heiratete Kai seine Cousine Katti Anker Møller und Dikka zog in das neu erbaute Witwenhaus Under Lien, das seinen Namen Bjørnstjerne Bjørnson verdankte.

## Bjørnstjerne Bjørnson

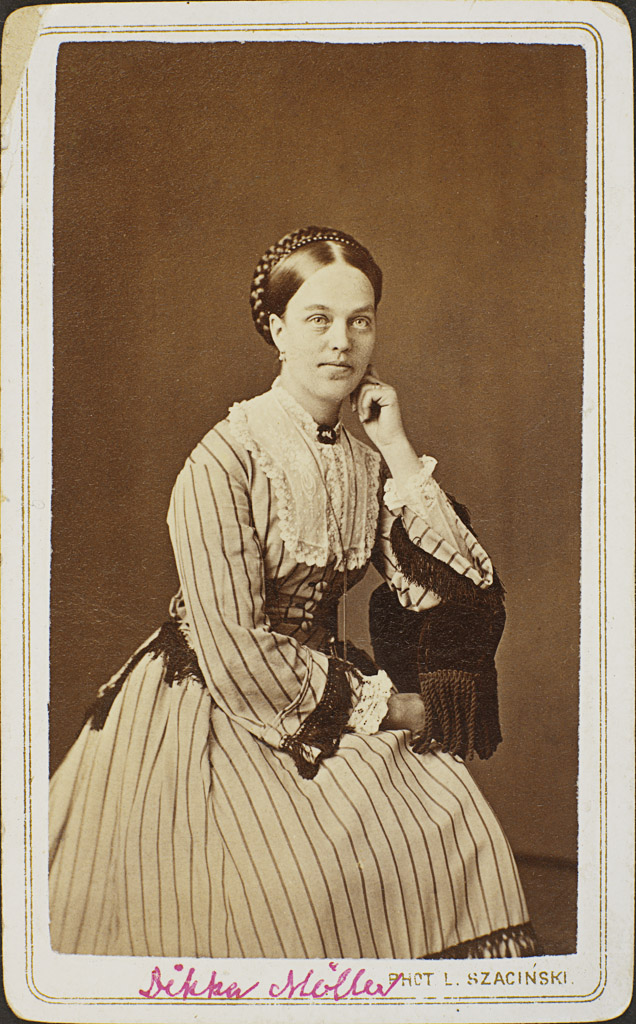
Dikka Møller, Sommer 1872

Seit ihrer ersten Begegnung im Jahre 1869 war das Ehepaar Møller mit Bjørnstjerne Bjørnson eng befreundet, und der Dichter widmete dem Ehepaar, aber auch Dikka allein, etliche Gedichte. Er nahm Dikka als Modell für die Figur der Margrete Ura in seinem Stück På Storhove, und als er im Sommer 1871 in Thorsø zu Gast war, verfasste er dort den Großteil von Sigurd Jorsalfar. „Die Freundschaft setzte sich fort, nachdem Dikka Witwe geworden war, und Bjørnson war oft zu Gast in Under Lien, oft für längere Zeit am Stück.“

## Pionierin der Friedensbewegung
Die Familie Anker war stark an politischen und sozialen Fragen interessiert, so auch Dikka. Sie war Anhängerin von N.F.S. Grundtvig und teilte dessen Ansichten über liberales Christentum und emanzipatorische Volksaufklärung. Sie ergriff Partei für die liberale Venstre und war an Frauenfragen interessiert. Aber ihr größtes Anliegen war der Einsatz für den Frieden. Streitigkeiten sollten durch völkerrechtliche Verträge und schiedsgerichtliche Verfahren beigelegt werden.
„Was ihr fast den Anstoß gab, die Arbeit aufzunehmen, war das himmelbjergmødet (Himmelsbergtreffen) in Dänemark 1890, an dem sie zusammen mit Bjørnstjerne Bjørnson teilnahm. In Dänemark war es Frau Bajer, in Schweden Frau Broomé und in Norwegen Frau Møller, die zu den Pionierinnen der Friedensarbeit in den nordischen Ländern wurden.“ 1894 war sie an der Herausgabe von Det Norske Fredsblad (Norwegische Friedenszeitung) beteiligt. Sie gründete Kvindernes Fredsforening als ersten Frauenfriedensverein. Nachdem 1895 Norges Fredsforening (Norwegischer Friedensverein) gegründet worden war, wurde Dikka Møller 1898–1900 dessen Vorsitzende.
Als der 1888 in Washington gegründete Internationale Frauenrat (International Council of Women, ICW) seit der Jahrhundertwende seine Organisation auch auf europäische Länder ausweitete, ergriff Dikka Møller die Initiative, dessen norwegische Landesgruppe zu gründen. Eine Zeit lang war sie auch Vorsitzende, beschränkte sich aber ab 1904 auf die Teilnahme als norwegische Vertreterin im Friedens- und Schiedskomitee des ICW. Am Norske Kvinners Nasjonalråd (NKN), dem im selben Jahr von Gina Krog gegründeten Dachverband der norwegischen Frauenorganisationen, nahm sie als Leiterin des norwegischen Komitees teil.

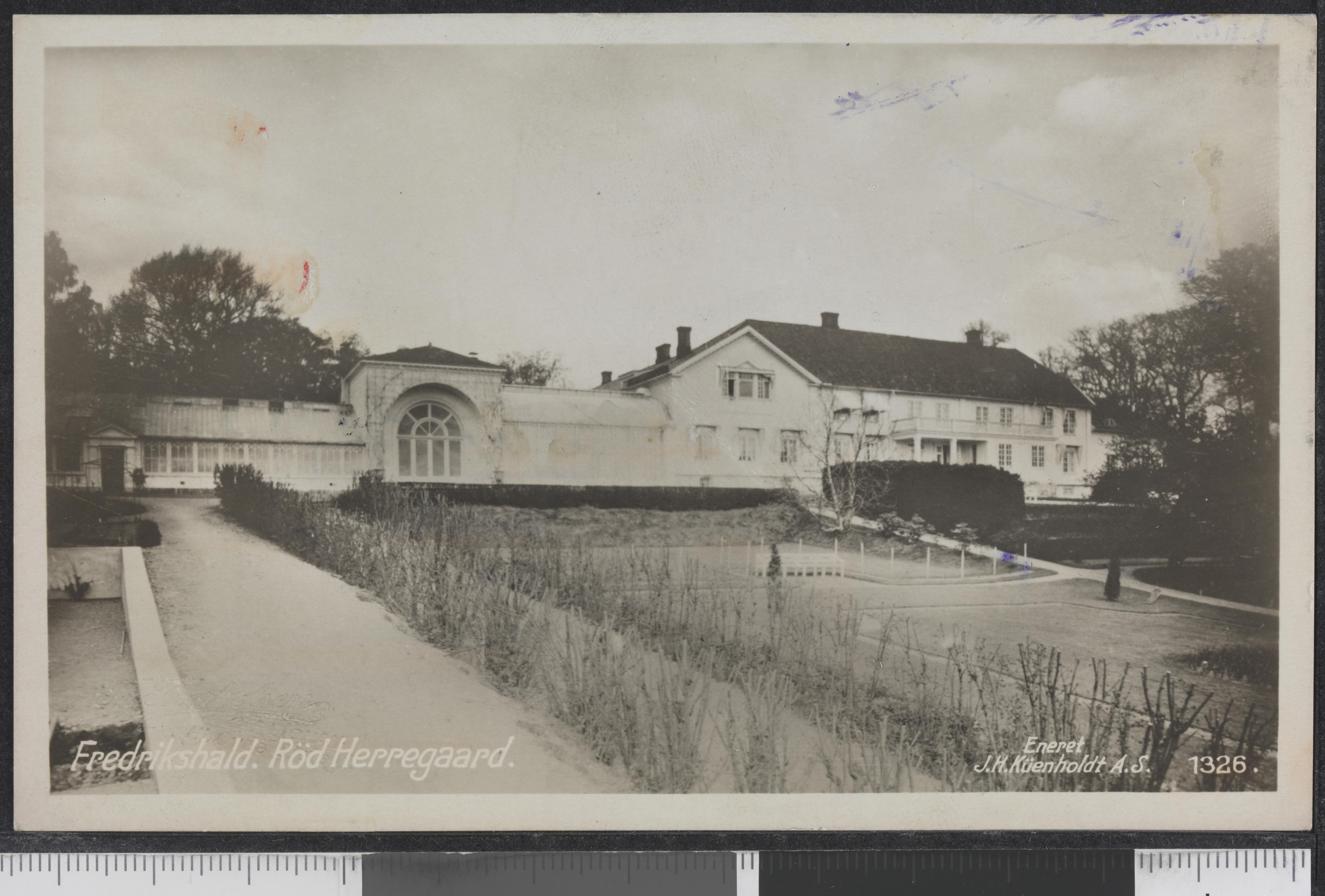
Rød herregård, Halden, 1920. Von links: Gewächshaus, Gartenstube, Wintergarten, Hauptgebäude. Hier wuchsen Dikka Anker und ihre Geschwister auf.

1898 wurde – wiederum auf Initiative von Dikka Møller – der norwegische Zweig der Internationalen Frauenfriedensallianz (Women's Peace Alliance) gegründet, deren Ehrenvorsitzende sie später wurde. Sie veranlasste folgenden Zusatz zu den Statuten der Allianz: „Unser Bund achtet die heilige Sache der Vaterlandsverteidigung und hofft, dass an die Stelle des Krieges ein Schiedsgericht tritt, das, indem es die Unabhängigkeit jeder Nation garantiert, jeden Grund zur Uneinigkeit beseitigt.“ (zitiert bei) Im Jahre 1905, als die Spannungen zwischen Norwegen und Schweden schließlich zur Auflösung der Union führten, wurde das „Recht auf nationale Verteidigung“ als Bestandteil der Friedensarbeit erneut aktuell.
Als 1905 Bertha von Suttner der Friedensnobelpreis verliehen wurde, richteten ihr zu Ehren die norwegischen Frauen am 19. April 1906 eine große Feier aus. Auf dieser hielt Dikka Møller die Hauptrede und verknüpfte darin die Ideen von politischer Unabhängigkeit und sozialer Gerechtigkeit mit dem Sehnsucht nach Frieden:
„Gerade als Norwegens neues Zeitalter anbricht, kommt Bertha von Suttner, die große, weltberühmte Friedensapostelin, wie die erste Schwalbe mit Botschaften aus dem Frühling und Sommer. Was verdanken wir ihr alle? Das Größte und Schönste im gesamten Programm des Feminismus und der menschlichen Gleichberechtigung: Sie hat ihr Leben und ihr Werk der Idee des Friedens gewidmet. […] Eine Schwalbe macht noch keinen Sommer, wie das Sprichwort sagt, denn in der Welt des Geistes ist es gerade die erste Schwalbe, die den Sommer bringt. Auch wenn es noch ein weiter Weg ist, bis wir die Waffen vollständig niederlegen können, da es erst ein internationales Unterfangen werden muss, können wir jetzt die Anfänge erahnen. Die Frauenfrage, die Arbeiterfrage und die Friedensfrage beginnen jetzt, das Seil zu knüpfen, das den Krieg erwürgen wird.“ (zitiert bei)
Als Dikka Møller 1908 ihren 70. Geburtstag feierte, zeichnete Gratulant Bjørnson „in seiner Rede für die Gastgeberin ein schönes Bild von ihr und erwähnte insbesondere ihr treues Wesen, ihre starken Gefühle und ihren Mut, für ihre Überzeugungen zu kämpfen. Und alle, die Frau Møller kannten, sind sich einig, dass diese Charaktereigenschaften ihren ganzen Lebensweg geprägt haben.“
In ihren letzten Jahren lebte sie zurückgezogen und beschränkte sich darauf, die Ortsvereine des Fredsforening und des Kvinderåd in Thorsnæs zu leiten. Aber Mitglied des nationalen Vorstands des Norges Fredsforening blieb sie bis zu ihrem Lebensende im November 1912. In 24 Tageszeitungen erschienen Nachrufe. Kurz zuvor hatte ihr die erste Ausgabe des norwegischen Who's Who noch einen (wenn auch kurzen) Eintrag gewidmet.

## Literatur

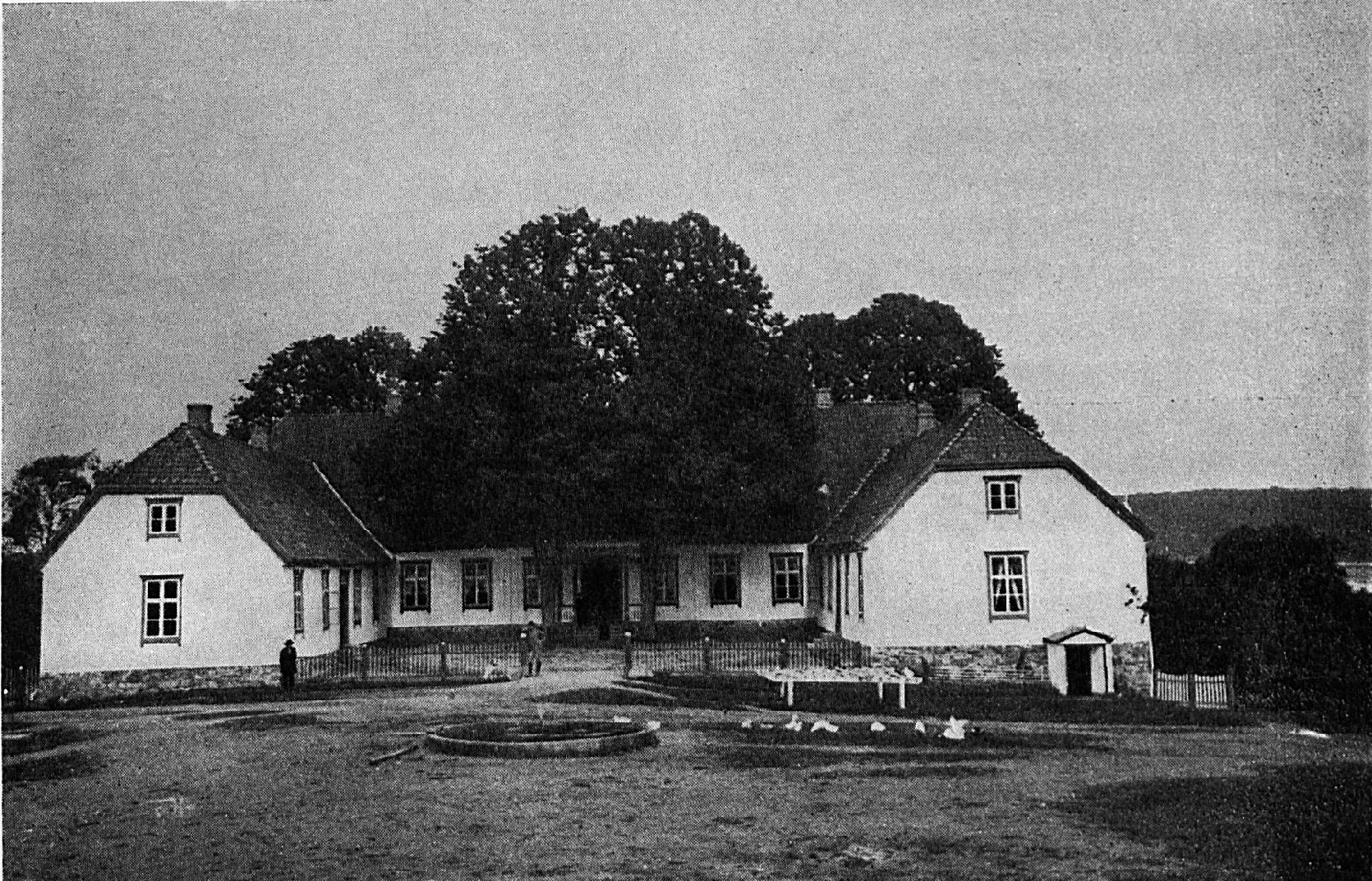
Hauptgebäude von Thorsø herregård in Torsnes, Fredrikstad, circa 1895. Hier lebte Dikka Møller mit Mann und Sohn.